# SPEED MEMORIAL LIVE “One More Dream” + Remix!!!
『SPEED MEMORIAL LIVE "One More Dream" + Remix!!!』（スピード･メモリアル･ライブ･ワン･モア･ドリーム･プラス･リミックス）は日本の女性歌手グループSPEEDの1枚目のライブアルバムである。

## 解説
- 2001年10月6日に行われた1夜限りの再結成（当時）ライブの音源を収録している。
- このライブのために書き下ろされた新曲「One More Dream」も収録されている。途中には会場の歓声や、MCも一部入っている。
- 「One More Dream」同様に完全限定生産で追加生産はされなかった。SPEEDのアルバムでは初となる通常の12cmCD専用の透明ケースと帯のみの仕様である。
- 収益金の一部は難民支援の義援金として寄付された。

## 収録曲
1. Opening~ALL MY TRUE LOVE
2. STEADY
3. Wake Me Up!
4. ALIVE
5. Carry On my way
6. White Love
7. Body & Soul
8. Go! Go! Heaven
9. One More Dream
10. ラブリー･フレンドシップ
11. my graduation
12. ALL MY TRUE LOVE -Za downtown weekend mix-
13. STEADY -Za downtown smoove mix-
14. White Love -Gospel mix-

## クレジット
- 作詞・作曲:伊秩弘将（全曲）
- ライブ編曲:水島康貴（1～11）
- リミックス:BANANA ICE（12～13）、松原憲（14）

## 商品規格
- TFCC-88198 ￥2,800（廃盤）